# Le mura di Sana
Le mura di Sana è un cortometraggio documentario del 1971 diretto da Pier Paolo Pasolini.
Il film, prodotto da Franco Rossellini, è girato in forma di appello all'UNESCO.
Le riprese iniziarono domenica 18 ottobre 1970, l'ultimo giorno che Pasolini si trovava a Sana'a, nello Yemen del Nord, per le riprese del film Il Decameron. Il breve documentario fu girato anche in Italia nel comune di Orte e nella regione dell'Hadramawt nello Yemen del Sud.
L'impegno di Pasolini per la salvaguardia delle città era notevole e nel 1974 girò (con Paolo Brunatto) Pasolini e... la forma della città, un altro breve documentario sulle città di Orte e Sabaudia. Come lui stesso disse: "È uno dei miei sogni occuparmi di salvare Sana'a ed altre città, i loro centri storici: per questo sogno mi batterò, cercherò che intervenga l'Unesco”.
L'appello di Pasolini fu accolto: nel 1986, per le sue preziose testimonianze artistiche, la città vecchia di Sana'a fu dichiarata patrimonio dell'umanità.